# Ирка (приток Малой Кокшаги)
Ирка (Гирка) — река в России, протекает по Звениговскому району Республики Марий Эл. Устье реки находится в 18 км от устья Малой Кокшаги по левому берегу. Длина реки составляет 19 км, площадь водосборного бассейна — 52,4 км².
Исток реки находится в болотах в 5 км к юго-западу от посёлка Суслонгер. Река течёт на юго-запад, всё течение реки проходит по заболоченному, ненаселённому лесному массиву. Впадает в боковую старицу Малой Кокшаги выше деревни Шимшурга.

## Данные водного реестра
По данным государственного водного реестра России относится к Верхневолжскому бассейновому округу, водохозяйственный участок реки — Волга от Чебоксарского гидроузла до города Казань, без рек Свияга и Цивиль, речной подбассейн реки — Волга от впадения Оки до Куйбышевского водохранилища (без бассейна Суры). Речной бассейн реки — (Верхняя) Волга до Куйбышевского водохранилища (без бассейна Оки).
Код объекта в государственном водном реестре — 08010400712112100001395.